# Stadion Borča
Das Stadion Borča (serbisch-kyrillisch Стадион Борча) ist ein „reines“ Fußballstadion und Heimstätte des FK BSK Borča, einem serbischen Fußballverein aus Borča, eine städtische Siedlung im Belgrader Stadtbezirks Palilula, dessen Kapazität 3.000 Sitzplätze beträgt. Das Stadion verfügt über eine teilweise überdachte Haupttribüne mit acht und eine Osttribüne mit drei Sitzreihen mit etwa 1.000 Sitzplätzen, letztere wurde 1993 errichtet. Das Stadion befindet sich neben dem  Sportski centar FK BSK Borča („Sportzentrum FK BSK Borča“), dem Trainingsgelände des Vereins, das vier weitere Hilfsplätze, eine Sporthalle, Parkplätze und ein Restaurant mit etwa 300 Plätzen besitzt, sowie einem Hotel mit 16 Zimmern. Das Stadion ist heute renovierungsbedürftig.